# Révolte des Batetela

Drapeau de la rébellion

La Révolte des Batetela, aussi connue sous le nom de Révolte de l'avant-garde de l'expédition du Nil, fut un mouvement insurrectionnel qui intervint entre 1897 et 1898 contre l'autorité de l'État indépendant du Congo. Elle fut essentiellement le fait de guerriers kasaïens tetela qui se révoltèrent contre leurs officiers à cause de l'exécution de certains de leurs chefs indigènes.

## Contexte
Récemment débarrassé de la question des arabo-swahilis, l'État indépendant du Congo souhaitait reprendre les expéditions vers le Nil et l'enclave de Lado, qui n'avaient pu être menées à bien par la colonne Van Kerckhoven en 1891.
L'expédition Chaltin devait agir parallèlement à une colonne plus importante commandée par Francis Dhanis, comprenant 5 000 hommes, et qui devait traverser la forêt de l'Aruwimi en direction de l'enclave de Lado. Les soldats étaient pour la plupart d'anciens esclavagistes ou des batetela, dont certains s'étaient révoltés un an plus tôt à Luluabourg. 
L'avant-garde de Dhanis, commandée par Leroy, et ses trois bataillons de 1 000 hommes chacun, commandés par les capitaines Mathieu, Julien et Doorme, partit des Stanley Falls en septembre 1896.

## La révolte
Arrivés le 14 février 1897 au village de Dirfi, près de Dungu, l'avant-garde se révolta, le jour même où Chaltin atteignait le Nil.
Les révoltés avaient des armes à feu qu'ils avaient appris à utiliser auprès des Belges. Parmi eux se trouvaient d'ailleurs ceux que l'on appelait les arabisés, qui étaient d'anciens esclavagistes qui avaient acquis une notion de la guerre à l'européenne.

Dix officiers, dont Leroy, et sous-officiers furent tués. 

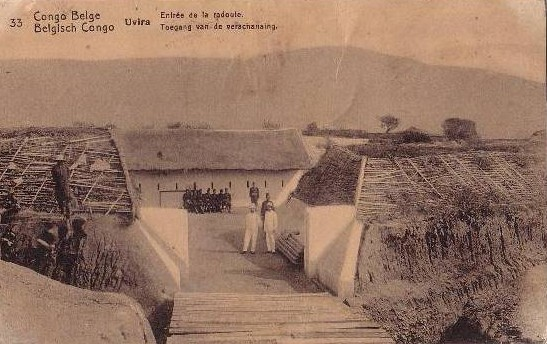
Fortification à Uvira.

Les mutins attaquèrent ensuite Dhanis à Ekwanga le 18 mars qui, subissant une lourde défaite notamment par la défection de 500 de ses hommes, dut se retirer vers Avakubi puis les Chutes Stanley. Une dizaine d'officiers furent tués, dont un frère de Dhanis. Les révoltés prirent également la direction des Chutes Stanley, détruisant les différentes stations sur leur passage, mais retournèrent finalement vers l'est.
Le lieutenant Josué Henry de la Lindi, qui était resté à Avakubi, accompagné de 700 soldats, infligea le 15 juillet, sur la Lindi (actuelle Rivière Tshopo), à l'ouest du lac Albert, une première défaite aux batetela qui se dispersèrent. Le lieutenant Sannaes remporta également une victoire à Katue, et le capitaine Doorme les battit également à Biko sur la Lowa le 20 décembre. Ils se reformèrent plus au sud, dans le Kivu, et eurent à affronter la colonne Dubois, opération au cours de laquelle ce dernier fut tué. Dhanis prévoyait de les attendre à Micici sur l'Elila ; malade, il laissa le commandement à Van Gele, mais le reprit rapidement du fait de l'état de santé également défaillant de ce dernier. Les révoltés prirent alors Uvira sur le lac Tanganyika. Dhanis se trouvait alors à Kasongo. 
Les révoltés résistèrent aux différentes attaques des troupes de l'EIC : le commandant Langhans fut notamment tué au cours des combats. La colonne Long rentra à Kabambare. Les Batetela évacuèrent ensuite la région par la route de Mtowa et s'installèrent dans les impénétrables marais de Sungula. 
Ils attaquèrent ensuite Kabambare et les chefs arabes se joignirent à eux. Face à des troupes supérieures en nombre, les troupes de l'EIC durent alors battre en retraite sur Kasongo. Le lieutenant Sterckx notamment trouva la mort au cours de ces combats. 
Dhanis regroupa et réorganisa les troupes à Kasongo. Quatre colonnes devaient permettre de reprendre l'offensive sur Kabambare : la colonne Dhanis, la colonne Sund, la colonne Meyers et la colonne Delhaise.
Les colonnes Delhaise et Meyers attaquèrent le 31 décembre 1898 les révoltés rassemblés à Mwana-Ndebwa (20 km à l'est de Kabambare). La victoire des troupes de l'EIC fut acquise au bout de deux heures, et leurs adversaires prirent la fuite. Un dernier combat se déroula dans la région des marais de Sungula, qui fut le signal de la débandade des révoltés.
Les révoltés des tribus Babuy' remirent leurs fusils à leurs chefs pour les rendre aux troupes de l'EIC. Les autres passèrent en  Afrique orientale allemande où ils furent désarmés et rassemblés à proximité d'Ujiji.
Au Kivu, une troupe de quelque 2 500 révoltés, commandés par Cungufu, se réfugia dans les montagnes proches de Fizi. Ils furent finalement vaincus, en octobre 1898, par le commandant C. Heck (de l'armée de Dhanis) à Baraka et Kaboge (ou Cungufu trouva la mort). La centaine de rescapés se rendirent, pour partie, au lieutenant Portemans ; les autres passèrent eux aussi en Afrique orientale allemande où ils se rendirent sans condition. Heck a laissé le récit de ses deux batailles (Bxl., 1902).

## Autres révoltes
Une autre révolte de soldats Batetela éclata à Luluabourg en juillet 1895, après l'exécution de Ngongo Leteta. Le capitaine Peltzer fut tué. L'héroïsme de Cassart et du Père Cambier sauva les Blancs et la mission. Le Commissaire général Gillaîn prit aussitôt des mesures pour attaquer les mutins, mais ceux-ci comptaient plus de 2 000 soldats et indigènes. La colonne Augustin fut massacrée ; la colonne Bollen fut taillée en pièces.
Une concentration de troupes permit à Michaux et à Swenson de livrer sur le Lomami un combat longtemps indécis, mais finalement victorieux. Enfin Lothaire avec 1 000 soldats et 14 officiers attaqua les révoltés, en nombre à peu près égal, et les battit complètement. Les débris se réfugièrent au Katanga où ils furent poursuivis et définitivement défaits par Malfeyt (1901).
En avril 1900, les occupants du fort de Shinkakasa se mutinèrent et tentèrent de bombarder Boma. Ils furent réduits au bout de trois jours.